# نادي ساو برناردو
نادي ساو برناردو الرياضي (بالبرتغالية: Esporte Clube São Bernardo‏) هو نادي كرة قدم في ساو برناردو دو كامبو، ساو باولو، كان للنادي فرقًا في كرة السلة وكرة الطائرة وكرة الصالات.